# Homalocefale
Homalocefale (Homalocephalidae) – grupa dinozaurów z infrarzędu pachycefalozaurów (Pachycephalosauria). Pierwsze homalocefale były małe i miały płaską głowę.

## Klasyfikacje
- Rząd – Dinozaury ptasiomiedniczne
  - Podrząd – Cerapody
    - Infrarząd – Pachycefalozaury
      - Rodzina – Homalocefale
        - Rodzaj – Wannanozaur
        - Rodzaj – Homalocefal
        - Rodzaj – Gojocefal